# Psychotria pacifica
Psychotria pacifica är en måreväxtart som beskrevs av Karl Moritz Schumann. Psychotria pacifica ingår i släktet Psychotria och familjen måreväxter. Inga underarter finns listade i Catalogue of Life.